# Margot Lambert
Pour les articles homonymes, voir Lambert.
Margot Lambert, née le 15 mars 1999 à  Guilherand-Granges, est une joueuse française de badminton. Elle découvre le badminton à Tahiti à l'âge de 8 ans où ses parents sont mutés en tant que professeurs d’EPS. Ce n'est qu'à l'âge de 12 ans, à son retour en métropole, qu'elle commence à s'entrainer sérieusement. Elle est licenciée au club Red Star Mulhouse. Pensionnaire de l'INSEP, elle est aussi étudiante en master de mécanique computationnelle .

## Carrière
Margot Lambert fait une carrière en catégorie Double Dame, évoluant successivement avec Vimala Hériau, Anne Tran, et Camille Pognante.
Avec Vimala Hériau, elles sont médaillées de bronze en double dames aux Championnats d'Europe de badminton des moins de 17 ans en 2016 à Lubin.
En 2020 elles sont sacrées championnes de France à Mulhouse.
Avec Anne Tran, 2021 marque un tournant de sa carrière, en 3 ans elles vont se frayer un chemin dans l'élite Européenne et dans le Top 20 mondial du double dame au milieu des paires asiatiques 
Aux Jeux européens de 2023 à Tarnów, elles remportent la médaille de bronze en double dames.
Aux Championnats d'Europe de 2024 à Saarebruck, elles remportent la médaille d'or en double dames .
Leur collaboration va les conduire à une sélection pour les J.O de Paris 2024. Lors de leur entrée en lice, en match de poules, elle sont battues par une paire thaïlandaise  puis elles vont à nouveau connaitre la défaite (13-21 8-21) face à une paire sud-coréenne Ha Na Baek/So Hee Lee tête de série n°2.
Sèchement battues par les Danoises Sara Thygesen et Maiken Fruergaard (25es mondiales), 16-21, 12-21 elles terminent dernières de leur groupe.
Le duo se sépare après ces JO 2024.

Avec Camille Pognante, au cours du dernier semestre 2024, Margot Lambert s'associe à Camille Pognante. Leurs débuts sur le circuit mondial s'avèrent difficiles et encourageants. Après une élimination dès le premier tour aux Masters de Corée (Super 300), les joueuses du Red Star Mulhouse ont une nouvelle fois été sorties dès leur entrée en compétition, cette fois-ci lors des qualifications des Masters du Japon (Super 500), face aux Japonaises Kaho Osawa et Mai Tanabe, 125es mondiales, sur des scores sévères de 13-21, 12-21 . En novembre, au China Masters 2024 HSBC BWF World Tour Super 750 Women's Doubles  elles font jeu égal avec les Japonaises têtes de série N°4 du tournoi 23-25, 18-21.

### En équipe de France
Elle est médaillée de bronze aux Championnats d'Europe de badminton par équipes 2020 à Liévin.

### Championnats de France
En 2023 à Rennes Cesson-Sévigné, associée à Anne Tran elle remporte la médaille d'or en double dames en 3 set (21-18 17-21 21-15) face au double Dame Delphine Delrue - Vimala Heriau.
En 2024 à Fos-sur-Mer, associée à Anne Tran elle remporte la médaille d'or en double dames en 2 set (21-12 21-19) face au double dame Elsa Jacob et Camille Pognante...

### Championnats d'Europe
En 2024 à Saarbrucken, associée à Anne Tran elle est sacrée Championne d'Europe en double dame .
Aux Championnats d'Europe de badminton 2025 à Horsens, elle est médaillée de bronze en double dames avec Camille Pognante.